# So Much (for) Stardust
So Much (for) Stardust — восьмий студійний альбом американського гурту Fall Out Boy, представлений 24 березня 2023 року під лейблами Fueled by Ramen та DCD2. Альбом став возз'єднання колективу із продюсером Нілом Авроном, який останній раз продюсував альбом Fall Out Boy «Folie à Deux» у 2008 році. Окрім того, Fall Out Boy повернулись до свого першого лейблу «Fueled By Ramen», під яким гурт випустив свій дебютний альбом «Take This to Your Grave» у 2003 році. Перший сингл «Love from the Other Side» альбому було представлено 18 січня 2023 року (разом із офіційним анонсом альбому).

## Список пісень
| #     | Назва                          | Тривалість |
| ----- | ------------------------------ | ---------- |
| 1.    | «Love from the Other Side»     | 4:39       |
| 2.    | «Heartbreak Feels So Good»     | 3:37       |
| 3.    | «Hold Me Like a Grudge»        | 3:35       |
| 4.    | «Fake Out»                     | 3:29       |
| 5.    | «Heaven, Iowa»                 | 3:56       |
| 6.    | «So Good Right Now»            | 2:58       |
| 7.    | «The Pink Seashell»            | 1:02       |
| 8.    | «I Am My Own Muse»             | 3:45       |
| 9.    | «Flu Game»                     | 3:38       |
| 10.   | «Baby Annihilation»            | 1:07       |
| 11.   | «The Kintsugi Kid (Ten Years)» | 3:55       |
| 12.   | «What a Time to Be Alive»      | 3:42       |
| 13.   | «So Much (for) Stardust»       | 4:51       |
| 44:14 |                                |            |

## Учасники запису
Fall Out Boy
- Патрік Стамп — вокал, гітара (всі пісні), аранжування (1, 7, 8), аранжування духових (1, 8, 13)
- Піт Вентц — бас-гітара, вокал
- Енді Герлі — ударні
- Джо Тромен — гітара